# Teiichi Okano
Teiichi Okano (岡野貞一, Okano Teiichi, 16 février 1878 – 29 décembre 1941), est un compositeur, pédagogue et organiste japonais.

## Œuvres (sélection)
Chansons populaires
- Furusato (故郷) (1914)
- Haru ga kita (春が来た) (1910)
- Haru no ogawa (春の小川) (1912)
- Hinomaru no hata (日の丸の旗) (1911)
- Momiji (もみじ) (1911)
- Oborozuki yo (朧月夜) pour soprano, flûte et harpe (1914)

## Source de la traduction
- (en) Cet article est partiellement ou en totalité issu de l’article de Wikipédia en anglais intitulé « Teiichi Okano » (voir la liste des auteurs).